# Micromeria douglasii
Micromeria douglasii är en kransblommig växtart som först beskrevs av George Bentham, och fick sitt nu gällande namn av George Bentham. Micromeria douglasii ingår i släktet Micromeria och familjen kransblommiga växter. Inga underarter finns listade i Catalogue of Life.

## Bildgalleri

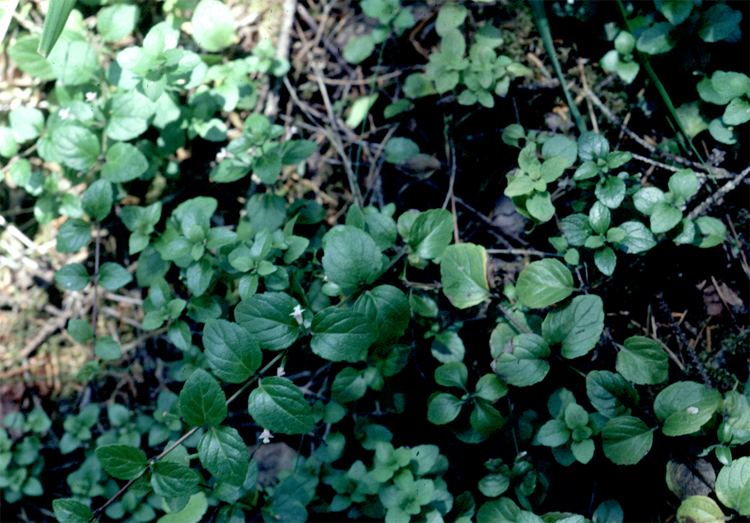